# Coromandel (Nieuw-Zeeland)
Coromandel is een plaats aan de westkant van het Coromandel schiereiland van het Noordereiland van Nieuw-Zeeland. De plaats is genoemd naar HMS Coromandel die de haven in 1820 aandeed. Coromandel heeft ca. 1620 inwoners.